# Marina Torres i Buxadé
Marina Torres i Buxadé (Sant Vicenç de Castellet, 31 de juliol de 1894 – Madrid, 12 d'abril de 1967) va ser una actriu de cinema mut i de doblatge catalana. Entre les seves interpretacions, hi destaquen Don Quijote de la Mancha, en el paper de Dulcinea, Agustina de Aragón, Sierra de Ronda i La Marieta de l'ull viu.

## Biografia
Neix a Sant Vicenç de Castellet el 1894. En morir el seu pare quan ella tenia quatre anys, es traslladà a viure a Barcelona amb la seva mare i les seves dues germanes, Francesca (Paquita) i Vicenta. Allà començà de ben petita a posar com a model d'alguns pintors, entre d'altres, el simbolista barceloní Joan Brull o el pintor Ricard Urgell. S'inicià com a actriu junt amb la seva germana Francesca en la companyia «Casa Verdaguer», representant obres d'escriptors com Àngel Guimerà. El 1917, debutà a La hija del mar, una pel·lícula dirigida per Adrià Gual. L'any 1923, amb 20 anys, es traslladà a Madrid per motius laborals, i el 1924, quan morí Ricard Urgell, fixà la seva residència definitiva en aquesta ciutat.
Durant la dècada dels anys 20 es dedicà de ple al cinema, amb gran èxit, en pel·lícules com La hija del corregidor, Gigantes y cabezudos, La sobrina del cura, Luís Candelas o Agustina de Aragón. Va assolir molta popularitat encarnant personatges femenins amb caràcter. L'any 1926 interpretà Dulcinea del Toboso a la pel·lícula Don Quixote af Mancha del director danès Lau Lauritzen. Amb l'arribada del cinema sonor, Marina Torres va deixar la pantalla per treballar en el camp del rodatge. Alguns directors la van rebutjar pel seu marcat accent català i per a desmentir aquelles afirmacions es va dedicar a fer doblatges. L'any 1934 es va casar amb el torero Francisco Díaz Pérez, conegut com a Pacorro, i va deixar temporalment la seva carrera. A petició de les productores, va acceptar posteriorment alguns papers secundaris en curt-metratges com Bambú, Goyescas o La Lola se va a los puertos, on treballà amb la seva amiga l'actriu Imperio Argentina.
L'any 1966 participà en el documental Juguetes rotos, que filmà Manuel Summers, on el director entrevista personatges molt populars en altres èpoques que han estat oblidats amb el pas del temps.
Morí ofegada a la piscina de la casa del director José Luis Sáenz de Heredia l'any 1967.

## Filmografia
Marina Torres va actuar en les següents pel·lícules:
- 1917 - La hija del mar (dir. Adrià Gual)
- 1924 - El martirio de vivir (dir. Enrique Santos)
- 1925- La hija del corregidor (dir. José Buchs)
- 1925- Gigantes y cabezudos (dir. Florián Rey)
- 1926- La sobrina del cura (dir. Luis R. Alonso)
- 1926- Corazones y aventuras (dir. José Amich)
- 1926- El médico a palos (dir. Sabino A. Micón)
- 1926- El cura de la aldea (dir. Florián Rey)
- 1926- Luis Candelas o el bandido de Madrid (dir. Armand Guerra)
- 1926- Don Quixote af Mancha (dir. Lau Lauritzen)
- 1927- Baixant de la Font del Gat / La Marieta de l'ull viu (dir. Amichatis)
- 1927- La moza del cántaro (dir. Amichatis)
- 1927- La hija del mar (dir. José María Maristany)
- 1928- Agustina de Aragón (dir. Florián Rey)
- 1928- El tren o la pastora que supo amar (dir. Fernando Delgado)
- 1929- Una apuesta original (dir. Amichatis)
- 1933- Sierra de Ronda (dir. Florián Rey)
- 1935- Nobleza baturra (dir. Florián Rey)
- 1942- Goyescas (dir. Benito Perojo)
- 1945- Bambú (dir. José Luis Sáenz de Heredia)
- 1947- La Lola se va a los puertos (dir. Juan de Orduña)
- 1950- Servicio en la mar (dir. Luis Suárez de Lezo)